# Max Gerson
 Max Gerson (Wągrowiec, 18 oktober 1881 – 8 maart 1959) was een Duits-Amerikaans arts en vooral gekend van de Gerson-therapie voor de bestrijding van kanker en chronische ziektes door middel van een dieet.

## Biografie
Gerson studeerde af aan de Albert-Ludwigs-Universiteit te Freiburg en startte een praktijk te Breslau. Later specialiseerde hij zich in interne geneeskunde te Bielefeld. Hij verdiepte zich onder andere in de behandeling van tuberculose en ontwikkelde een dieet (Gerson-Sauerbruch-Hermannsdorfer dieet) en beweerde dat het positieve effecten had op de behandeling van tbc. Later, in 1928, beweerde hij dat het ook een behandeling kon zijn voor migraine en kanker.
In 1933 verliet hij het toenmalige Duitsland en verhuisde naar Wenen om vervolgens in 1935 naar Parijs te verhuizen. In 1936 verhuisde hij eerst naar Londen om zich hetzelfde jaar in New York te vestigen. Hij kreeg aldaar de toestemming om geneeskunde te beoefenen en werd in 1942 Amerikaan staatsburger. 
Zijn behandeling werd niet bevestigd en zijn resultaten werden hierdoor niet gepubliceerd. Uiteindelijk schreef hij zelf een boek A Cancer Therapy: Results of 50 Cases. In 1953 wilde zijn medische verzekering niet meer garant staan voor hem en in 1958 werd zijn medische vergunning ingetrokken gedurende twee jaar. 